# Coppa dell'amicizia (contenitore)

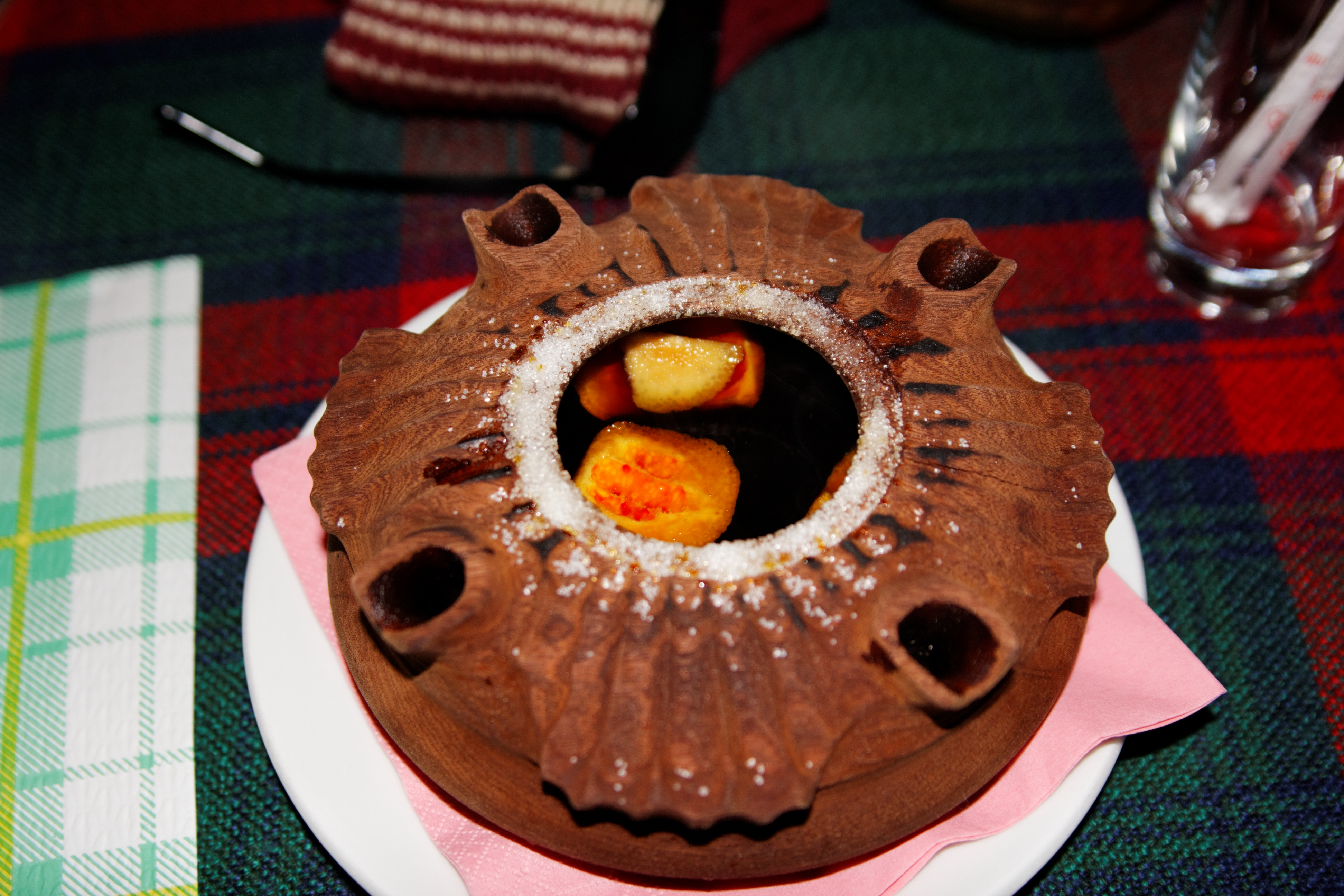
Una coppa dell'amicizia piena, a quattro beccucci.

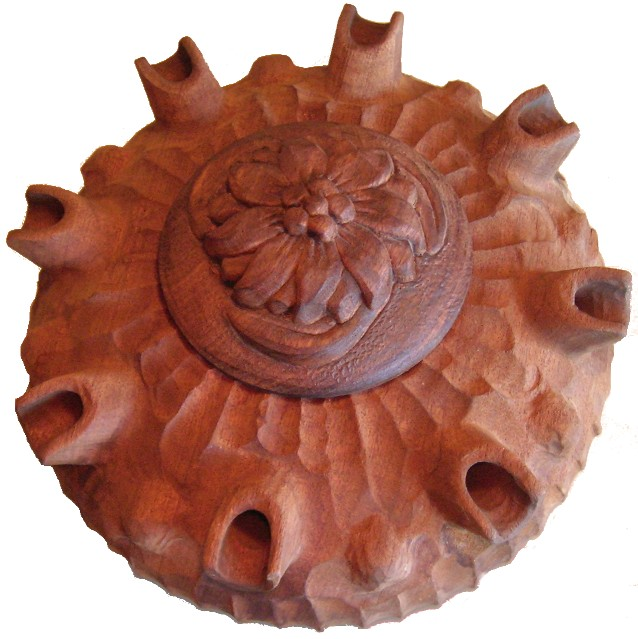
Una coppa dell'amicizia con 8 beccucci

La coppa dell'amicizia (in francese, coupe de l'amitié) è un recipiente di legno con coperchio e vari beccucci usato in Valle d'Aosta.
Normalmente viene usata tra amici e/o parenti. Dai vari beccucci di cui è dotata si beve una bevanda a base di caffè e grappa detta caffè alla valdostana. Si può bere anche il vin brulé.
Viene spesso chiamata erroneamente grolla, che invece è più alta e stretta, ed è tradizionalmente utilizzata anche nel Canavese.